# Вторая франко-малагасийская война
Вторая франко-малагасийская война (малаг. Ady Hova-Frantsay Faharoa)  — французское военное вторжение на Мадагаскар в 1894—1896 годах, которое завершило завоевание этого острова Францией. Представляет последний этап Франко-малагасийских войн и является логическим продолжением Первой франко-малагасийской войны 1883—1885 годов.

## Предыстория
16 октября 1894 года французский представитель Ле Мир де Виле, направленный на Мадагаскар французским правительством, представил на рассмотрение малагасийского правительства дополнение к договору 1885 года из пяти статей, которые явились попыткой установить реальный протекторат в рамках «законности». Малагасийское правительство не спешили с ответом, тогда 20 октября Ле Мир де Виле предъявил ультиматум, давая два-три дня на принятие нового соглашения. Требования французской стороны сводились к следующему. Малагасийскому государству запрещались любые внешние сношения. Франция имела право в любой момент ввести войска на остров, без разрешения малагасийского правительства прокладывать пути сообщения и коммуникации. Концессии предоставлялись только с разрешения генерального резидента. Королева Ранавалуна III отказалась принять эти условия. Ле Мир де Виле прервал переговоры и фактически объявил войну малагасийской монархии.

## Вторжение

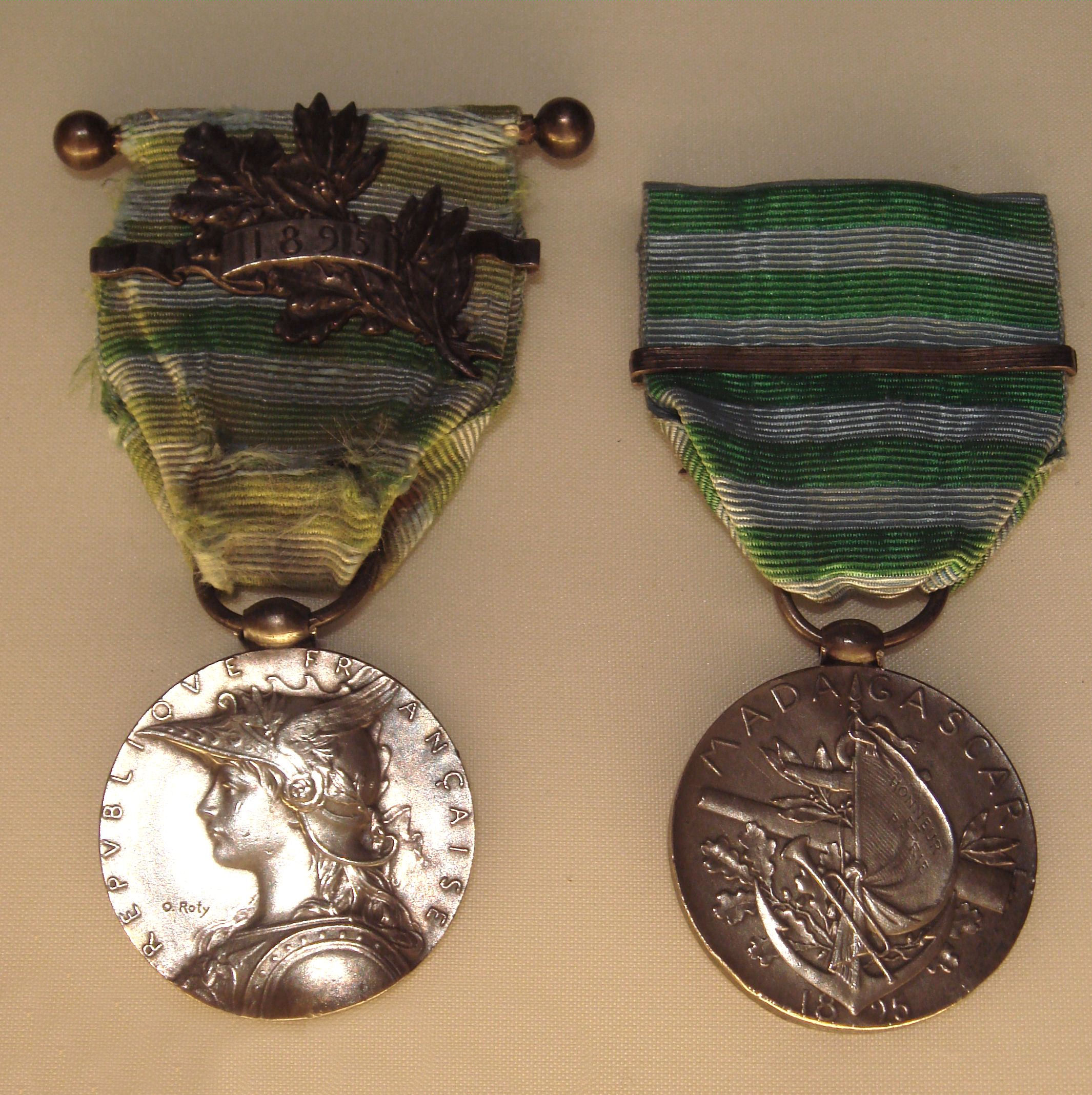
Медаль Второй мадагаскарской экспедиции

Командующим экспедиционным корпусом был назначен генерал Жак Дюшен. Военные действия начались 12 декабря 1894 года с оккупации французами Таматаве. В ответ малагасийцы напали на французскую военную базу Диего-Суарес. Там малагасийцы организовали военные посты, которые французам удалось ликвидировать только после прибытия подкреплений. В конце 1894 — начале 1895 года французы заняли все крупные портовые города. 14—15 января 1895 года после бомбардировки была захвачена Мадзунга, где вскоре — в феврале-марте — высадился экспедиционный корпус генерала Дюшена. Общая численность французского экспедиционного корпуса к маю 1895 года составила 18 773 солдата и 658 офицеров.
Как только французы высадились, в разных частях королевства вспыхнули восстания меналамба. Восстания были направлены против правительства, рабского труда и христианизации (суд стал протестантским в 1860-е годы).
Для наступления на Антананариву французским войскам было необходимо построить дорогу. По состоянию на август 1895 года французы были лишь на полпути к городку Андриба, где находились многочисленные малагасийские укрепления, и вели незначительные боевые действия. Болезни, тем не менее, особенно малярия, а также дизентерия и брюшной тиф, оставляли тяжёлые последствия для французского экспедиционного корпуса.
Малагасийцы пытались оказать сопротивление французам в сражениях под Царасаутрой 29 июня 1895 года и в Андрибе 22 августа 1895 года. В сентябре «летучий отряд» Дюшена был атакован, но в результате элитные стрелки Имерина были истреблены. Остановить продвижение французов малагасийцам мешала распылённость сил, плохая военная подготовка, слабый боевой дух армии.
Дюшен отправил свой «летучий отряд», сформированный из французских и алжирских солдат и морских пехотинцев, с обозом из мулов из Андрибы 14 сентября 1895 года на Антананариву. Они дошли до столицы к концу сентября. Французская артиллерия стала вести бомбардировку королевской резиденции, что вызвало панику в малагасийском правительстве. К генералу Дюшену были посланы парламентеры, заявившие, что Райнилайаривуни и Ранавалуна III отказываются от дальнейшего сопротивления.
В целом французские боевые потери за время военной кампании были невелики. Так, в мае — августе французы потеряли не более 40 человек убитыми и ранеными, в боях за Антананариву их потери составили 80 человек. Главный ущерб французский экспедиционный корпус понес от болезней, которые буквально косили людей в условиях тропического климата острова. Согласно официальным данным французского правительства экспедиционный корпус потерял за время кампании 5700 человек, не считая больных и раненых. Из числа погибших 72 % скончались от малярии, 20 % — от брюшного тифа и дизентерии.

## Последствия

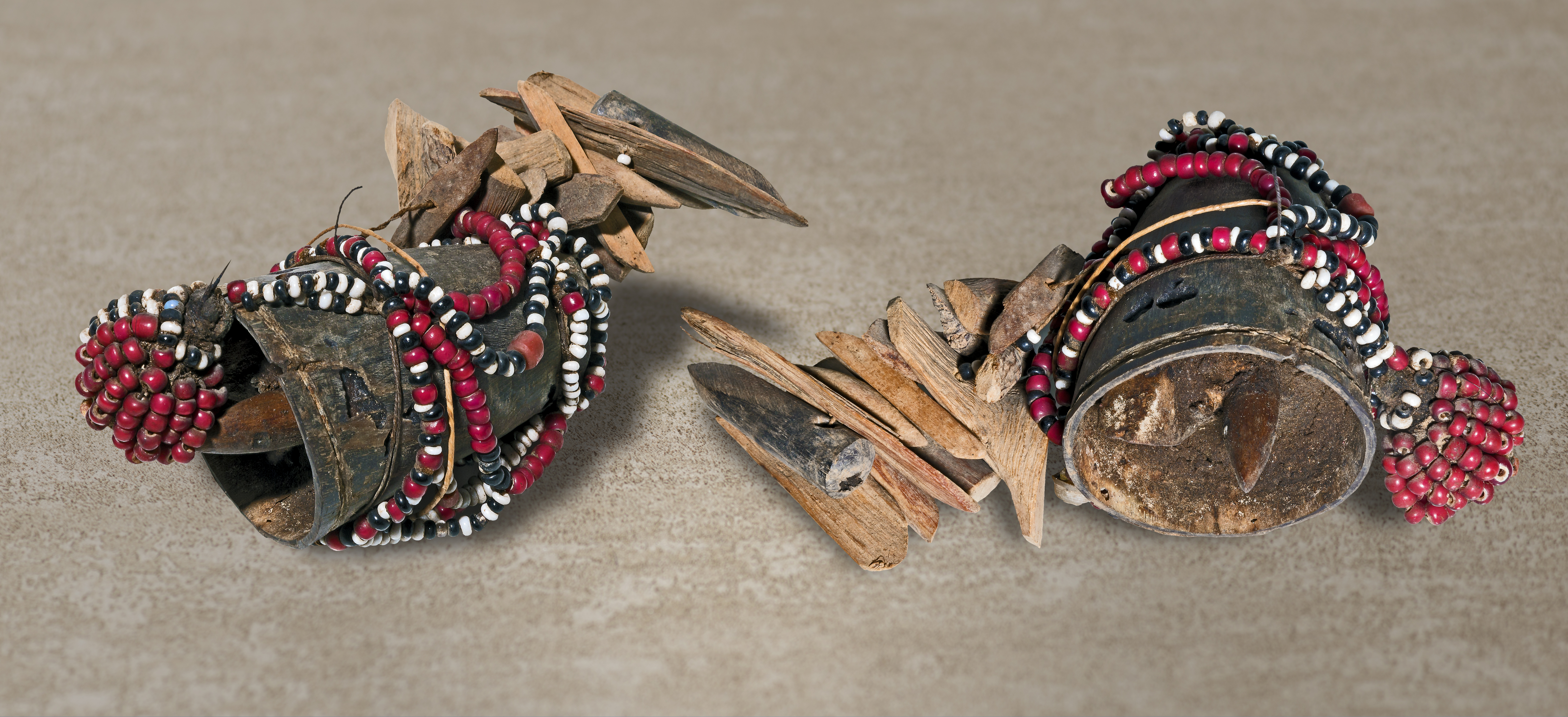
ODY Амулет

Завоевание острова было «формализовано» 6 августа 1896 года, когда французское Национальное собрание провозгласило аннексию Мадагаскара.
Несмотря на успех экспедиции, французам потребовалось ещё девять лет для подавления отдельных восстаний — до 1905 года, когда остров был окончательно усмирён войсками под командованием Жозефа Галлиени. В это время восстания против христиан, миссионеров и иностранцев имели особенно ожесточенный характер. Свергнутая в январе 1897 года королева Ранавалуна III была сослана в Алжир, где умерла в 1917 году.